# Zaï zaï zaï zaï
Cet article concerne la bande dessinée. Pour le film adapté de celle-ci, voir Zaï zaï zaï zaï (film).
Zaï zaï zaï zaï est un album de bande dessinée de Fabcaro publié chez 6 Pieds sous terre en 2015. Il s'est vendu à plus de 180 000 exemplaires.

## Synopsis

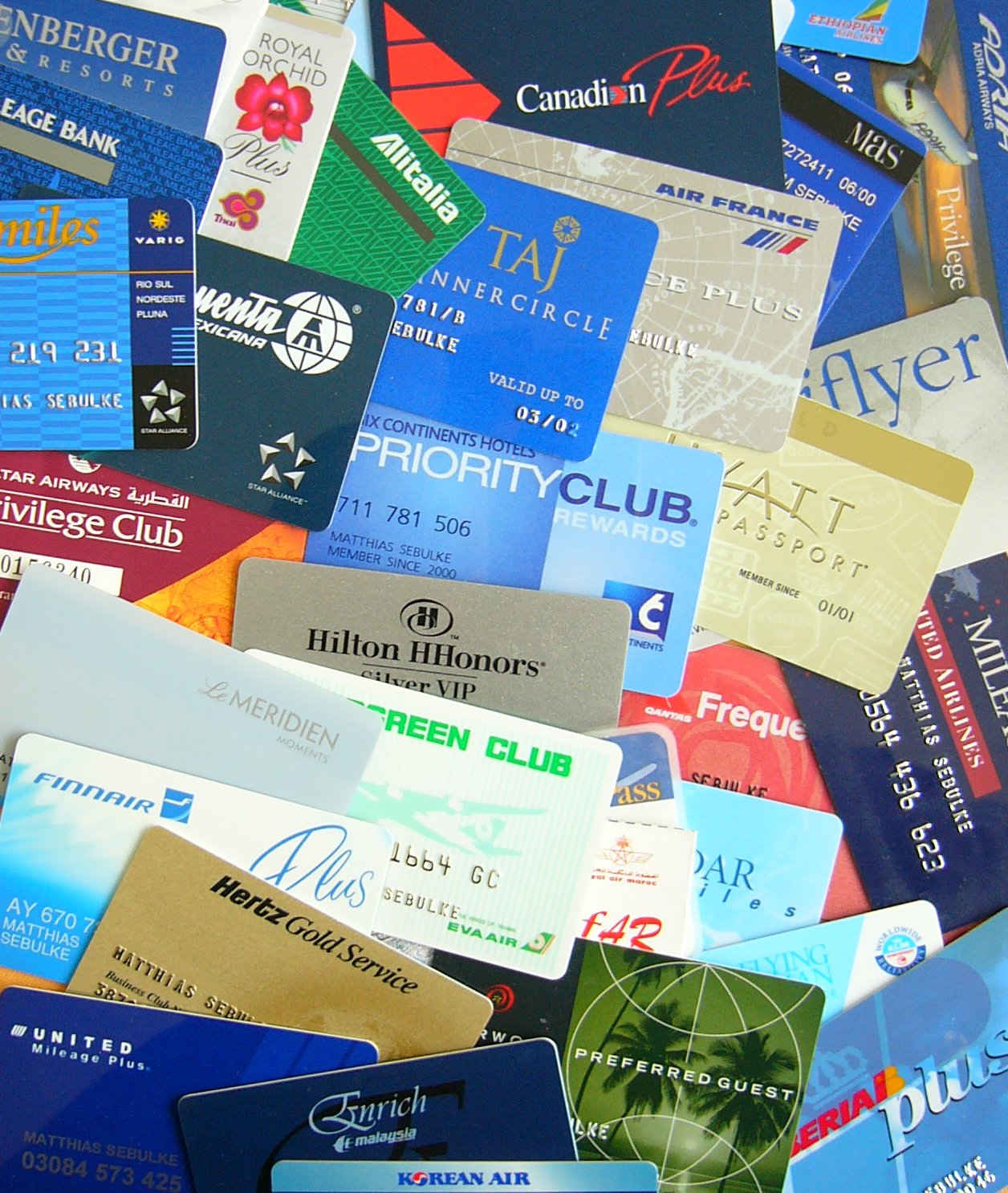
Tas de cartes de fidélité.

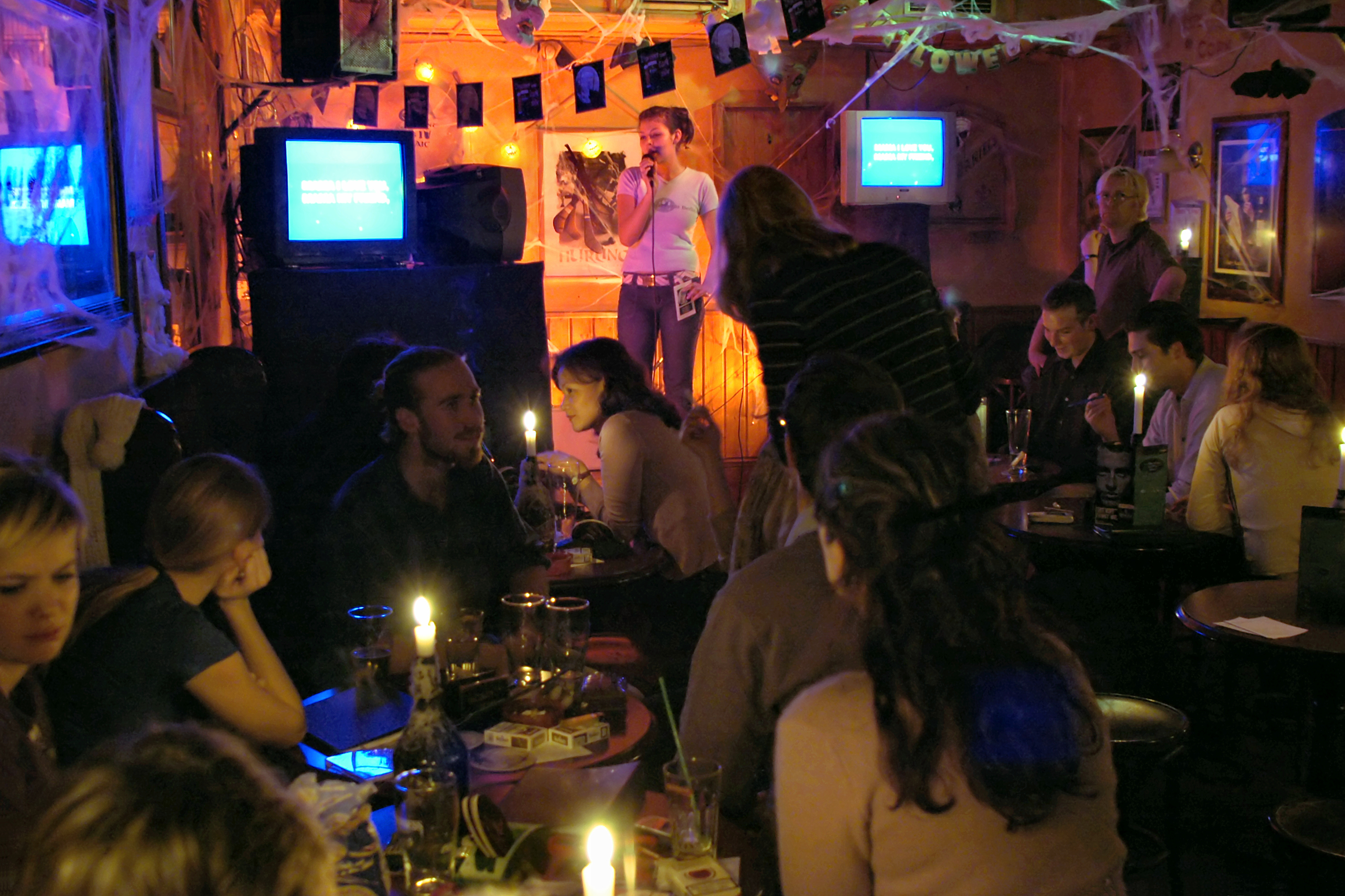
Karaoké dans un bar.

Au passage à la caisse d'un supermarché, un auteur de bande dessinée réalise qu’il n’a pas sa carte de fidélité. Le vigile intervient à la demande de la caissière mais l’auteur le menace avec un poireau puis parvient à s’enfuir.

## Titre
Le titre provient de la chanson de Joe Dassin, Siffler sur la colline. La ritournelle du refrain devient le titre de la bande dessinée qui brocarde la société de consommation en décrivant le road movie du héros, traqué et finalement condamné à chanter Siffler sur la colline dans un karaoké en public pour avoir oublié sa « carte du magasin ».

## Propos de l'auteur
En commentant trois planches de l'album pour telerama.fr, Fabcaro explique sa démarche :

« Zaï zaï zaï zaï est un projet difficile à résumer, très burlesque, proche du nonsense britannique. Il s'agit de l'histoire d'un auteur de BD qui fait ses courses, mais n'a pas sa carte de fidélité du magasin. Pour cela, il va être poursuivi, mis au ban de la société... (…)  Je souhaitais trouver le point de départ le plus absurde possible, pour créer un décalage constant avec mon vrai propos. Car ce livre est le plus politique parmi ceux que j'ai publiés jusqu'à présent ! J'y parle indirectement beaucoup de tolérance, d'acceptation de l'autre. J'ai choisi de mettre en scène un auteur de BD, ce qui m'a permis d'utiliser mes propres traits, et de souligner la précarité grandissante de ce statut. »

## Distinctions
- 2015 :
  - Prix Landerneau BD « Coup de cœur », créé spécialement par Philippe Geluck[5].
  - Prix Ouest-France - Quai des Bulles.
  - Album d'or au 26e Festival de la Bulle d'or de Brignais[6].

- 2016 :
  - Grand prix de la critique décerné par l'ACBD [7]
  - Prix Libr'à Nous[8]
  - 16e Prix SNCF du Polar[9].
  - Prix bulle de cristal[10].
  - Prix des libraires de Bandes dessinées.

## Adaptations

### Radio
L'émission « Mégacombi » de Radio Canut adapte la bande dessinée en pièce radiophonique en 2017. La première diffusion a lieu le 10 janvier 2018, puis le podcast est mis en ligne sur Arte radio.

### Théâtre
Dans une interview à Libération le 18 janvier 2018, Fabcaro déclare que « quatre ou cinq adaptations pour le théâtre sont en route, dont une menée par la comédienne Blanche Gardin » :
- En novembre 2017 une adaptation par la compagnie amateur Légère éclaircie, mise en scène par François Pioc et Amandine Marcq, est jouée pour la première fois[13].
- Le Théâtre de L’Argument propose une adaptation sous forme de « fiction radiophonique en public » qui est jouée la première fois le 7 avril 2018. La mise en scène est de Paul Moulin, le texte est adapté par Maïa Sandoz. la distribution comprend Adèle Haenel et Blanche Gardin[14],[15]..
- La compagnie Mash-Up Production crée une version mise en scène par Angélique Orvain qui se joue en salle autour du public dans un esprit de théâtre de tréteaux[pas clair], la première a lieu à Poitiers le 27 septembre 2018[16].
- Le Collectif Jamais Trop d'Art ! travaille depuis début 2017 sur une version en théâtre de rue. Les premières auront lieu au Festival des 3 Eléphants (Laval-53), en mai 2019.
- Le duo Nicolas et Bruno, connu pour les Messages à caractère informatif, a proposé une « lecture vivante » de l'histoire à l'occasion du festival Bédérama 2019. Accompagnés du musicien Mathias Fédou, les deux comédiens interprètent l'ensemble des personnages tout en effectuant les bruitages en direct. Derrière eux sont projetées les cases de la bande dessinée, dont des images inédites mettant en scène la COGIP et dessinée par Fabcaro pour l'occasion[17],[18]
- La compagnie Blutack Théâtre[19] propose en 2020 une version mêlant théâtre et création vidéo pour construire un road movie statique.
- Le collectif Mensuel crée en Belgique Zaï Zaï en 2022, une très libre adaptation théâtrale où est projeté une version roman-photo de la bande dessinée, largement augmentée. Les trois comédiens et deux musiciens réalisent en direct et à vue la bande son du spectacle. La pièce a été nommée au Prix Maeterlinck de la Critique 2022 dans la catégorie « Meilleur spectacle d'humour ».

### Cinéma
En janvier 2018, Fabcaro annonce que les droits d'adaptation cinématographique ont été cédés. La cinéaste Rebecca Zlotowski travaille à un premier projet d'adaptation (co-écrit avec Thomas Cailley) avant de jeter l'éponge. C'est ensuite François Desagnat qui récupère les droits. Son film, tourné en partie à Montpellier, sort en février 2022.